# 6-я бронетанковая дивизия (Южная Африка)
6-я бронетанковая дивизия (англ. 6th South African Armoured Division) — тактическое соединение Сил обороны ЮАС периода Второй мировой войны. Созданная в начале 1943 года, она была основана на основе бойцов бывшей 1-й южноафриканской пехотной дивизии, которые вернулись в Южную Африку после Второй битвы при Эль-Аламейне в конце 1942 года. Первоначально дивизия была переброшена в Египет для обучения, после чего она участвовала в кампании союзников в Италии в 1944 и 1945 годах. В Италии дивизия первоначально была развернута в составе британской 8-й армии под командованием генерал-лейтенанта Оливера Лиза, а затем была переведена в 5-ю армию США под командованием генерал-лейтенанта Марка У. Кларк, на оставшуюся часть Итальянской кампании. Соединение действовало как усиленная дивизия и часто использовалась для руководства наступлением корпуса и армии, к которым она была присоединена. Она вернулась домой после окончания войны в Италии и была расформирована в 1946 году. Дивизия также некоторое время действовала после войны с 1 июля 1948 года по 1 ноября 1949 года.

## Основание
Возможность формирования южноафриканской бронетанковой дивизии обсуждалась ещё в апреле 1941 года между генерал-майором Джорджем Бринком, командиром 1-й южноафриканской пехотной дивизии, и премьер-министром (фельдмаршалом) Смэтсом. В это время Южная Африка изо всех сил пыталась поддерживать уровень живой силы, необходимый для поддержания двух пехотных дивизий на местах. 3-я дивизия базировалась в Южной Африке и должна была обеспечить резерв, из которого были привлечены подкрепления в дополнение к 1-й и 2-й дивизиям. Все южноафриканцы, служившие за пределами Южной Африки, были добровольцами, и гораздо меньше людей, чем ожидалось, добровольно предложили свои услуги, и было высказано мнение, что, если эта тенденция сохранится, потребуется преобразовать одну пехотную дивизию в бронетанковую дивизию, поскольку для бронетанковой дивизии потребуется меньше людей. Позже было решено создать две бронетанковые дивизии, поскольку снижение численности личного состава стало более заметным.
После Второй битвы при Эль-Аламейне 1-я пехотная дивизия была отведена в Квассасин (Quassasin) при том понимании, что её 1-я бригада вернется в Южную Африку для перегруппировки с 7-й пехотной бригадой (в это время 7-я пехотная бригада находилась на Мадагаскаре), чтобы сформировать 1-ю южноафриканскую бронетанковую дивизию. 2-я и 3-я бригады 1-й пехотной дивизии останутся в Египте для формирования 6-й южноафриканской бронетанковой дивизии, которая заменит 2-ю пехотную дивизию, сдавшуюся в Тобруке в июне 1942 года.
К январю 1943 года лидеры союзников на конференции в Касабланке приняли решение продолжить войну путем вторжения на Сицилию, сократив потребность в количестве бронетанковых дивизий по сравнению с теми, которые были необходимы в Ливийской пустыне. Это, наряду с дальнейшей нехваткой живой силы, привело к отказу от планов создания 1-й южноафриканской бронетанковой дивизии, и только 6-я дивизия считалась жизнеспособной. Все бригады 1-й южноафриканской пехотной дивизии были возвращены в Южную Африку для переподготовки и объединения с другими подразделениями, чтобы сформировать ядро бронетанковой дивизии. Дивизия была официально сформирована в Южной Африке 1 февраля 1943 года с генерал-майором У. Г. Э. Пулом (William Henry Evered Poole) в качестве командира и отправилась в Порт-Тьюфик в Египет 30 апреля 1943 года как дивизия из двух бригад, включающая 11-ю бронетанковую бригаду и 12-ю моторизованную бригаду.

## Египет
Обучение началось в пустыне в Хатабе, к северо-западу от Каира и было сосредоточено на танковых операциях и интеграции родезийских подразделений в дивизию. Кроме того, нехватка личного состава вынудила объединить многочисленные подразделения, и большая часть учебного времени была потрачена на совместные учения между новыми сводными подразделениями. Период обучения был окончательно завершён серией тренировочных упражнений: учения «Кейптаун» были первыми с 1 по 3 декабря для 11-й бронетанковой бригады (11-я бронетанковая бригада), а учения «Дурбан» с 5 по 7 декабря для 12-й моторизованной бригады. Подготовка завершилась учением «Драка». Операция британского III корпуса завершилась 21 января 1944 года, а 23 января дивизия перебазировалась в Хелуан. К настоящему времени соединение находилось в Египте уже несколько месяцев из-за нерешительности, связанной с его ролью.
3 марта 1944 года дивизии было приказано двинуться в Палестину, и передовые отряды покинули Египет 7 марта. Однако 12 марта этот приказ о передвижении был отменен, и дивизии было приказано перебазироваться в Италию. Через год после прибытия на Ближний Восток дивизия отправилась из Александрии между 14 и 16 апреля, чтобы прибыть в Таранто (Италия), 20 и 21 апреля 1944 года.

## Италия: 8-я армия

### Подразделение 12-й моторизованной бригады

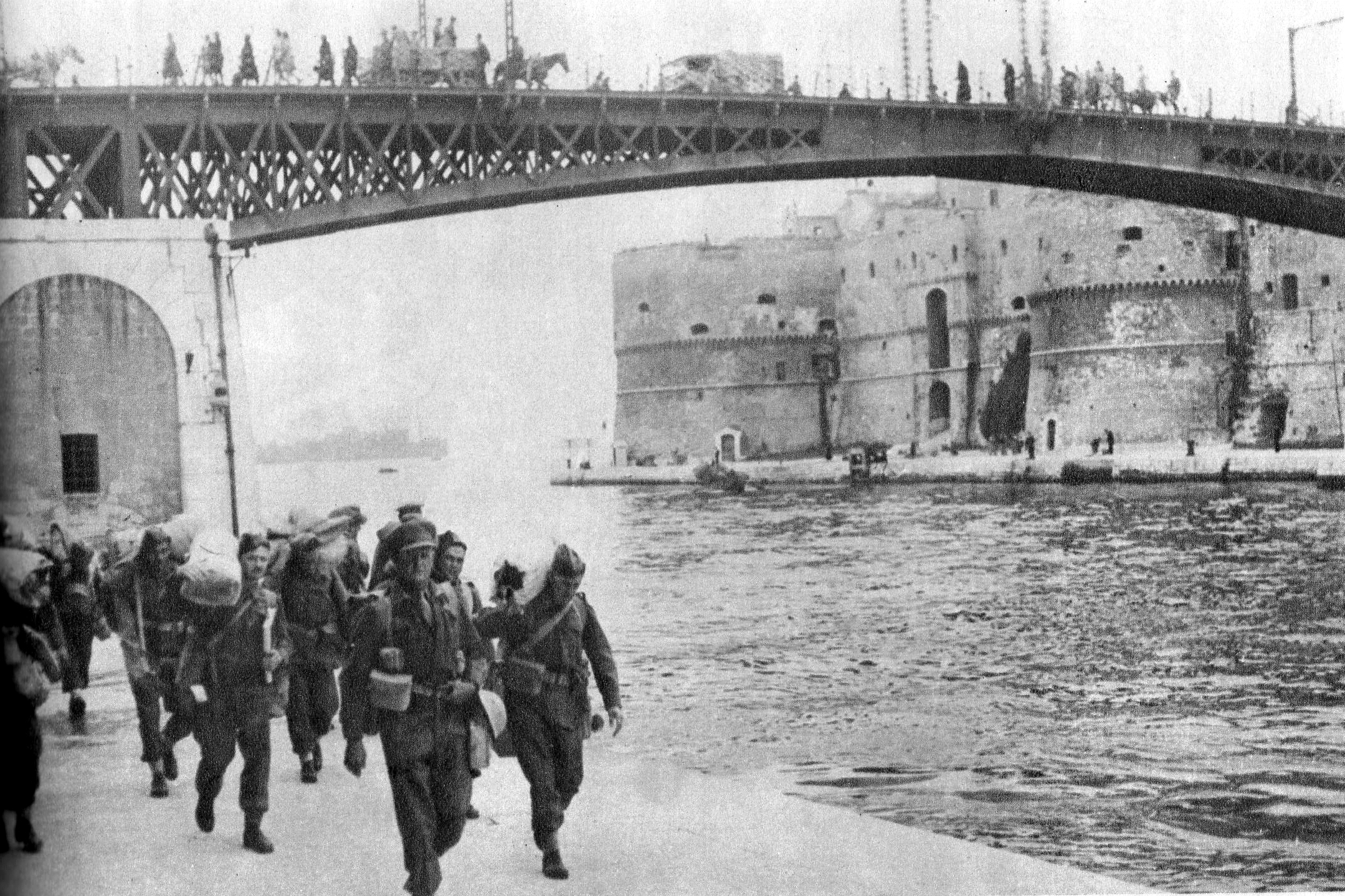
Войска 6-й южноафриканской бронетанковой дивизии прибывают в Таранто, Италия. Апрель 1944. Солдаты с вещевыми мешками приближаются к фотографу, прогуливаясь по набережной рядом с рекой с мостом из стальных балок на заднем плане.

Перегруппировка всё ещё продолжалась после прибытия в Италию, когда 12-й моторизованной бригаде с артиллерией и вспомогательными подразделениями было приказано выдвинуться в район Изернии, чтобы подготовиться к смене 11-й канадской пехотной бригады в районе Кассино и перейти под командование 2-й новозеландской пехотной дивизии британского X корпуса. Это были первые подразделения дивизии, вступившие в бой в Италии. Южноафриканская бригада удерживала эти позиции до падения Монте-Кассино и прорыва с плацдарма Анцио, когда они были выведены и воссоединены с дивизией.

### Первоначальное продвижение после падения Рима
Войдя в состав резерва британской 8-й армии, дивизия была выдвинута вперед и присоединена к канадскому I корпусу после того, как канадцы и польский II корпус прорвали линию Гитлера к северу от Кассино. После того, как Рим был взят союзниками в начале июня 1944 года, дивизии было приказано двигаться вверх по Виа Казалина (Via Casalina), чтобы стать острием британского XIII корпуса 8-й армии. Чтобы довести дивизию до полного состава из трёх бригад, под командование была передана британская 24-я гвардейская бригада, объединение, которое находилось в составе дивизии до весны 1945 года. Дивизия продвигалась вдоль реки Тибр на востоке и озера Больсена на западе со скоростью 10 миль (16 км) в день, опережая свои фланговые подразделения. 10 июня бронетанковая бригада, возглавлявшая наступление, наткнулась на противотанковый заслон недавно прибывшей немецкой 365-й пехотной дивизии к югу от Челлено. В первый (и единственный) раз бригадир Фюрстенбург смог развернуть все три своих танковых полка и мотопехотный батальон в бою, чтобы одержать важную победу. Подполковник Папа Бритс (батальон специальной службы (SSB)) и подполковник Боб Ривз-Мур (Имперский полк лёгкой кавалерии/Кимберлийский полк (Imperial Light Horse / Kimberley Regiment (ILH/KR)) получили Орден «За выдающиеся заслуги» за их руководство в разгроме частей 365-й дивизии. Успех 11-й бронетанковой бригады позволил 12 июня взять Орвието, продвинувшись на 75 миль (121 км) за десять дней. Однако их ежедневный темп продвижения значительно замедлился из-за постоянного противодействия противника.

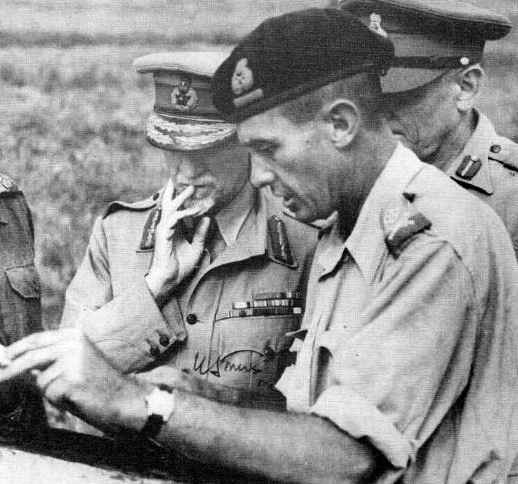
Фельдмаршал Джей Си Смэтс, генерал-майор Пул и генерал-лейтенант сэр Пьер ван Райневельд в Кьюси, Италия, 24 июня 1944 года. Цель визита состояла в том, чтобы обсудить последствия капитуляции Первогородского/Кейптаунского горского полка.

К 17 июня Имперский полк лёгкой кавалерии 11-й бронетанковой бригады был остановлен парашютистами дивизии Германа Геринга при их первой попытке войти в Кьюси, но к 23 июня город был взят кейптаунскими горцами (Cape Town Highlanders). Во время этой атаки на Кьюси рота «A» Первогородского/Кейптаунского горского полка (First City/Cape Town Highlanders) возглавляла атаку по террасам вокруг города. В ночь с 21 на 22 июня рота была окружена сильными частями немецкой пехоты при непосредственной поддержке танков, и её выжившие члены были вынуждены сдаться к полудню 22 июня. После катастрофы, связанной с капитуляцией 2-й южноафриканской пехотной дивизии в Тобруке два года назад, капитуляция южноафриканских войск на местах стала деликатным вопросом. Это побудило премьер-министра Смэтса, который 21 июня встречался с британскими начальниками штабов, перенаправить свой самолёт на аэродром Орвието на обратном пути в Южную Африку, чтобы обсудить политические и военные последствия этого события с командованием дивизии.

### Пересечение линии Альберта
К 28 июня, после ожесточённых боев, линия Альберта (также называемая союзниками «линия Тразимено») была прорвана, и союзники устремились на север[15]. 24-я гвардейская бригада достигла Кьянчано, а 11-я армия продвинулась к северу от озера Монтепульчано. Наступление XIII корпуса 8-й армии на Флоренцию возглавляли британская 6-я бронетанковая дивизия справа, британская 4-я пехотная дивизия в центре и южноафриканская 6-я бронетанковая дивизия слева. Дивизия продвигалась двумя колоннами через Раполано и Палаццуоло, пока не столкнулась с LXXVI танковым корпусом на линии Георга, позиции на северной стороне шоссе 73.
Численность 76-го танкового корпуса изначально не была известна, и передовые части XIII корпуса продолжали продвигаться вперед, ожидая, что немецкая линия обороны рухнет под давлением без необходимости начинать полномасштабную атаку. Корпус ввёл дополнительные батальоны в попытке закрепиться на возвышенности Монте-Линьяно, и бои за холм продолжались 6 и 7 июля, но 15-я немецкая моторизованная дивизия продолжала удерживать высоты. Южноафриканская дивизия была остановлена на левом фланге двумя пехотными бригадами, растянутыми на 10-мильном (16 км) фронте, бронетехника была выведена в резерв из-за труднопроходимой местности. 7 июля 2-я новозеландская дивизия была выдвинута из резерва, и их атака вместе с британской 6-й бронетанковой дивизией в конечном итоге захватила высоту и заставила немецкий корпус отступить 15 июля к линии Генриха за рекой Арно. Южноафриканская 6-я бронетанковая дивизия могла бы затем продолжить свое наступление, направленное по оси в направлении Радда-Греве на западной стороне гор Кьянти.
Дивизия добилась хороших успехов, продвигаясь вперед с двумя бригадами, возглавлявшими наступление: 12-я моторизованная бригада находилась на дороге, определяющей направление наступления дивизии, а 24-я гвардейская — на правом фланге, на склонах высокогорья Кьянти. Радда была захвачена в ночь на 17 июля, и затем дивизии был отдан приказ занять высоты на нагорье Кьянти. 24-я гвардейская бригада взяла гору Майоне ночной атакой в ночь с 18 на 19 июля при поддержке танков Преторийского полка, в то время как 12-я моторизованная бригада атаковала, чтобы взять гору Сан-Микеле (Pt 892) 20 июля. Дивизия теперь удерживала высоты хребта Кьянти, господствуя над долиной Арно и подступами к Флоренции.

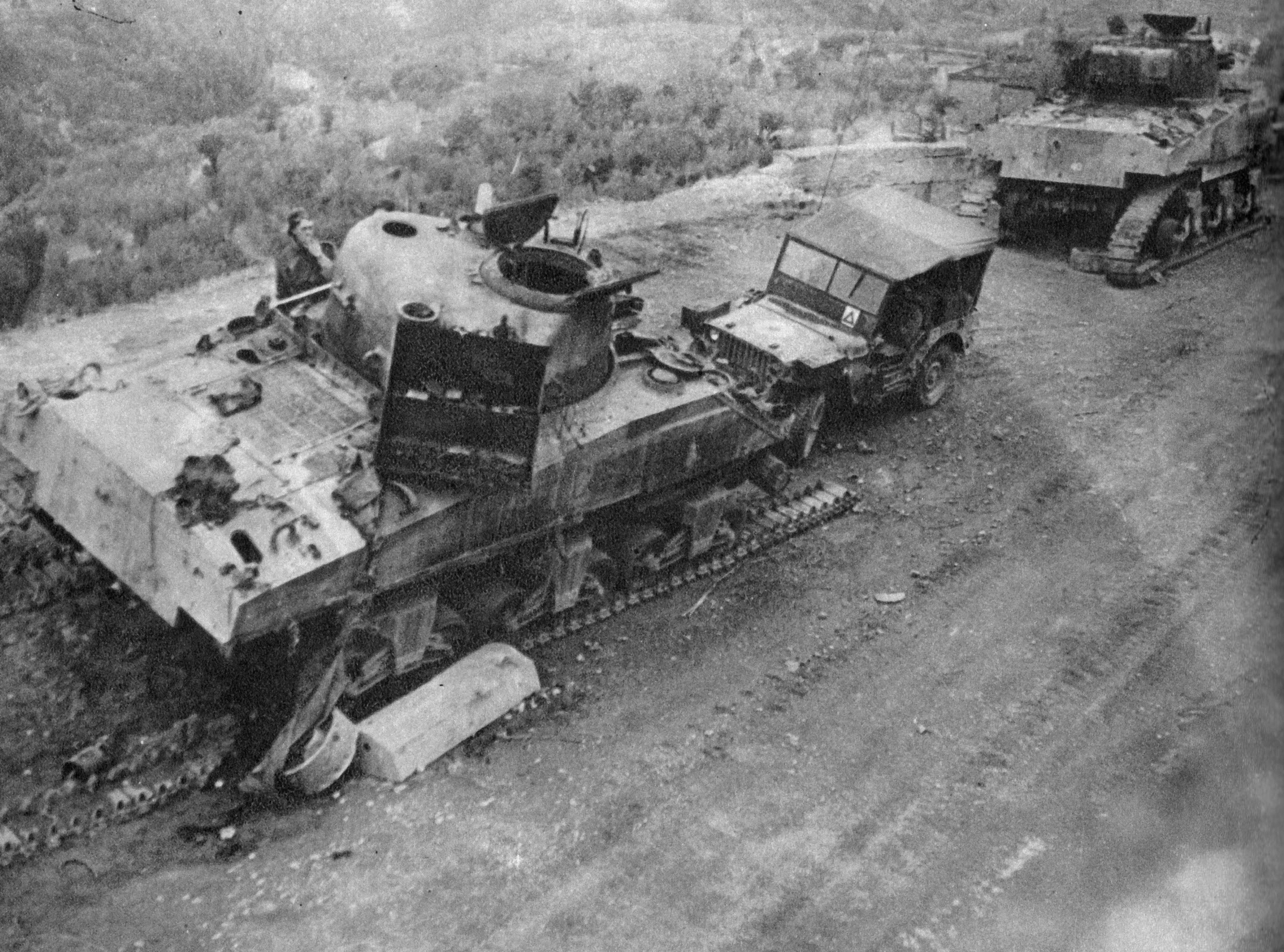
Южноафриканские танки «Шерман» выведены из строя в бою за высокогорье Перуджи. 1944 год. Два повреждённых танка с заметно разрушенными гусеницами и повреждённый джип Вилли с треугольником 6-й бртд.

### Флоренция
20 июля генерал Сидней Киркман, командир XIII корпуса, отдал приказ о «…мощном ударе с целью захвата всех переправ через реку Арно к западу от Флоренции». Эти усилия должны были быть сосредоточены на фронте 6-й южноафриканской бронетанковой дивизии. Наступление должна была возглавить Южноафриканская дивизия с 4-й пехотной дивизией справа от неё, поддерживаемая на флангах 6-й британской бронетанковой дивизией и 8-й индийской пехотной дивизией. Продвижение дивизии замедлилось на подступах к Греве из-за интенсивного минирования, где было потеряно несколько танков, но в конечном итоге 11-й бронетанковой бригаде удалось захватить Меркатале, который обороняла немецкая 356-я пехотная дивизия при поддержке танков «Тигр». Дивизия продвинулась через Греве и снова была остановлена немецкой 4-й парашютной дивизией на реке Греве[21] 24 июля. Однако дивизия обошла с фланга немецкую парашютную дивизию, которая затем отступила в ночь с 24 на 25 июля, позволив Южноафриканской, Новозеландской и Индийской дивизиям продвинуться к линии Пола, которая была достигнута 28 июля.
Киркман снова поставил Южноафриканскую и Новозеландскую дивизии в авангарде наступления своего корпуса, на этот раз для прорыва линии Паула и взятия Флоренции. Новозеландская дивизия нанесёт главный удар, а Южноафриканская дивизия нейтрализует противника на возвышенности к западу от Импрунеты, а затем расчистит шоссе № 2 во Флоренцию. Атака была запланирована на 30 июля 1944 года. Генерал Харольд Александер, командующий союзными армиями в Италии, указал, что он не намерен сражаться во Флоренции, и поэтому Киркман отдал приказ об обходе города. 31 июля массированная артиллерийская поддержка атаки привела к нехватке боеприпасов, и Киркман приказал сделать 24-часовую паузу для поступления свежих припасов. 31 июля и 1 августа Военно-воздушные силы пустыни (Desert Air Force) совершали более 100 самолёто-вылетов в день в поддержку нападения, а к 3 августа колонны южноафриканских, Новозеландская и 4-я пехотная дивизии продвигались к Флоренции. К 4 августа передовые отряды обследовали окрестности Флоренции и обнаружили, что все мосты через реку Арно, пригодные для военного транспорта, были разрушены. Однако патруль Имперского полка лёгкой кавалерии / Кимберлийского полка обнаружил небольшой мост Понте-Веккьо неповрежденным и пересек его под сильным обстрелом, войдя в центр города в 4 часа утра, чтобы первыми союзными войсками войти во Флоренцию.
Достигнув Флоренции, генерал Пул записал в Специальном приказе дня, что дивизия имела «… пройдено 601 милю (967 км) с момента выхода из района сосредоточения в Таранто, её артиллерия выпустила 201 500 снарядов, дивизионные инженеры построили шестьдесят пять мостов (по одному в день!) и совершили 196 серьезных отступлений, вызванных „ударами“ и разрушениями. Связисты проложили 3752 мили (6038 км) телефонного кабеля». Затем дивизия была выведена в резерв 8-й армии для отдыха и технического обслуживания в районе Сиены / Кастельнуово до 17 августа, когда был отдан приказ о переводе дивизии из состава британского XIII корпуса в IV корпус США для частичной замены дивизий, выведенных в 7-ю армию США для наступления на юг Франции. 6-я южноафриканская бронетанковая дивизия была придана своему новому корпусу в составе 5-й армии США с 22 августа 1944 года и её место в XIII корпусе заняла британская 6-й бронетанковая дивизия.

## Италия: 5-я армия

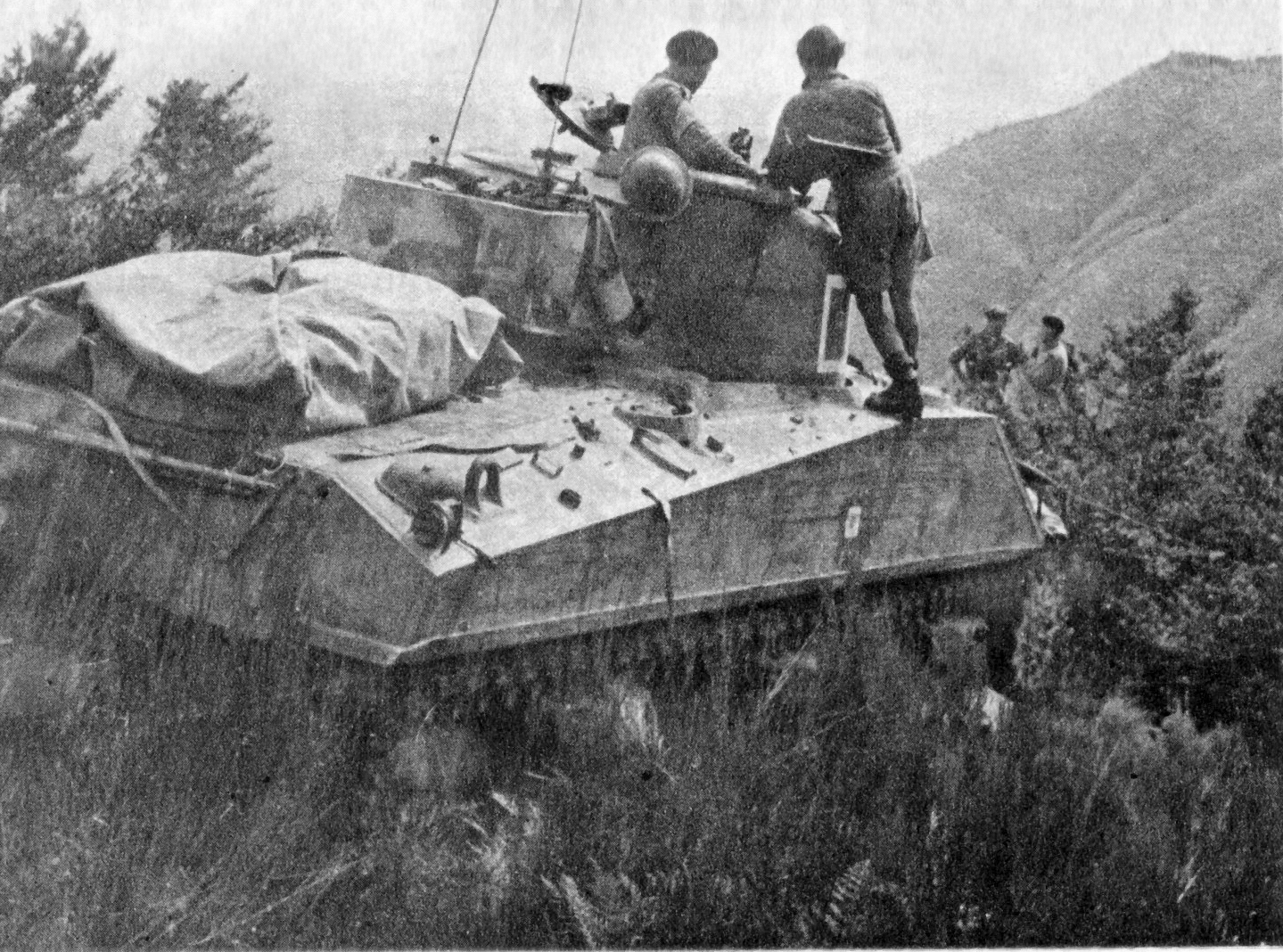
«Шерман» Преторийского полка на вершине Монте-Альбано к северо-западу от Флоренции после переправы через реку Арно.

### Форсирование реки Арно
Чтобы продолжить главный удар союзников на север от Флоренции, сначала нужно было форсировать реку Арно. Разведывательные патрули из Первогородского/кейптаунского горского полка обнаружили подходящие точки пересечения вблизи Ле-Пьядже (Le Piagge), что позволило 12-й моторизованной бригаде пересечь границу в ночь с 28 на 29 августа под лёгким артиллерийским огнем противника. Сообщения пленных указывали на то, что немецкие войска перед дивизией отступали, и это подтверждалось звуком разрушений впереди них. 12-й бригаде, а также 24-й гвардейской бригаде было поручено выслать вперед боевые патрули для определения масштабов отхода. В донесениях указывалось, что немцы отступили по широкому фронту к тому, что позже стало известно как Готская линия. Дивизия переправилась через реку благодаря механизированным мостам, возведенным южноафриканскими инженерами между повреждёнными опорами. В условиях спорадических обстрелов и незначительного сопротивления некоторых подразделений операция была завершена к 3 сентября. Генерал Пул, заметив отсутствие сопротивления перед дивизией, призвал к быстрому продвижению, но это было отменено, чтобы не поставить под угрозу внезапность главного удара 5-й армии к северу от Флоренции. Приказ ждать и удерживать горный массив Альбано до дальнейшего уведомления вызвал глубокое возмущение командования дивизии и был сочтен свидетельством стойкой непреклонности, проявленной руководством 5-й армии.

### Апеннины
Наступление 8-й армии на удерживаемую немцами Готскую линию получило кодовое название «Олива» и началось 25 августа 1944 года. Ультра—перехваты показали, что союзники имели значительное численное превосходство в живой силе, бронетехнике, авиации и артиллерии, хотя существовали опасения относительно относительной неполноценности танковой брони союзников и мощность орудия по сравнению с немецкой техникой. Наступление 5-й армии США было начато 10 сентября против горных бастионов к югу от Болоньи и возглавлялось II корпусом США. В рамках этого плана 6-й южноафриканской бронетанковой дивизии было приказано продвигаться по шоссе 64, ведущему к Вергато и Болонье, и захватить вершины-близнецы Монте-Соле и Капрара-ди-Марзаботто. 24-я гвардейская бригада дивизии первой столкнулась с обороной Готской линии, когда бригада встретила сильное сопротивление двух батальонов 900-й учебной моторизованной бригады вермахта, а также двух батальонов 362-й пехотной дивизии, сражавшихся на сильно укрепленных позициях, которые были подготовлены в течение предыдущей зимы.
Получив приказ удерживать горный массив Альбано, 11-я бронетанковая бригада была вынуждена из-за рельефа местности действовать без танков, чтобы сдержать немецкую 362-ю пехотную дивизию. Когда 22 сентября снова послышались звуки разрушения укреплений стало очевидно, что немцы начали отходить на Зелёную линию II — следующий уровень обороны Готской линии. Операция «Олива» официально завершилась 21 сентября 1944 года.

### Битвы наГотской линии

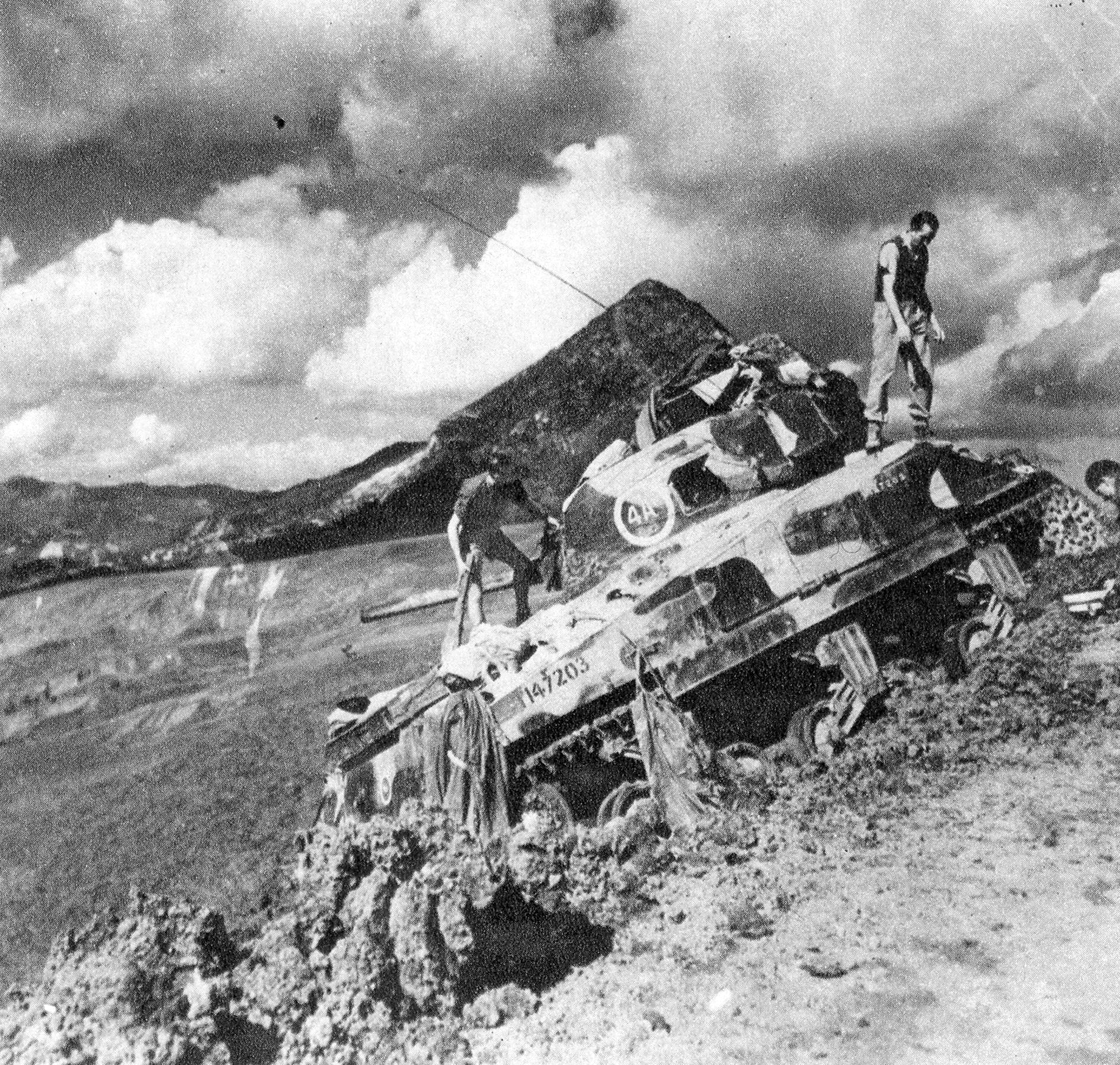
Родезийские части 11-й бронетанковой бригады на Монте-Вигезе. Сентябрь 1944 года.

Южноафриканское наступление возобновилось: дивизия направилась на север по шоссе 64, справа от нее находился II корпус США, а слева — 34-я пехотная дивизия США. Были получены сообщения о том, что 16-я моторизованная дивизия СС «Рейхсфюрер СС» сменила немецкую 362-ю пехотную дивизию и что теперь она защищает фронт перед южноафриканской бронетанковой дивизией. К 28 сентября дивизия наступала по трём широко разделённым направлениям, отступающие немецкие войска разрушали мосты, водопропускные трубы и дороги, и это, в сочетании с заторами на ограниченных дорогах, делало проход чрезвычайно медленным. Затем было принято решение передать маршрут 66 оперативной группе 92, поскольку южноафриканские инженеры не могли обслуживать три параллельных маршрута одновременно. Это позволило Гвардейской бригаде вновь соединиться с 11-й бронетанковой бригадой для защиты западного фланга II корпуса США. Высота Монте-Вигезе (Monte Vigese) возвышалась на главном направлении наступления дивизии. Два дня продолжительных боев под проливным дождем против частей 36-го моторизованного полка СС не привели к прорыву, и тогда Пул решил сделать паузу и подготовить дивизионную атаку на гору, которую возглавит 12-я моторизованная бригада при поддержке 11-й бронетанковой и 24-й гвардейской бригад. После чрезвычайно тяжелого артиллерийского обстрела, в результате которого было выпущено более 10 000 снарядов, атака увенчалась успехом.
После этого сражения дивизия была выведена на отдых и техническое обслуживание. Он был передан из IV корпуса США под непосредственное командование 5-й армии США, чтобы командующий армией генерал-лейтенант Марк Уэйн Кларк, чтобы более тесно координировать продвижение дивизии с наступлением II корпуса США. Кроме того, дивизия была сильно усилена артиллерией и получила под командование Боевое командование «B», бронетанковую бригаду из состава 1-й бронетанковой дивизии США. Основной задачей дивизии стало продвижение на север в направлении Болоньи, прикрывая фланг 34-й дивизии США. Боевая группа «B» должна была наступать по шоссе 64, 24-я гвардейская бригада вдоль дороги в долине Сетта, а 11-я и 12-я бригады прикрывали возвышенность между ними. Наступлению противостояла 16-я моторизованная дивизия СС. К 25 октября дивизия перешла вброд ручей Сетта и заняла высоту 501 ниже горы Соле (Sole), но атака гвардейцев на гору Соле была остановлена проливными дождями. На следующий день продолжающиеся дожди превратились в наводнения, изолировав подразделения дивизии на высоте 501 и приостановив всю воздушную поддержку со стороны XXII тактического воздушного командования США. Гора Соле больше не подвергалась нападению, и 4 ноября дивизия была возвращена командованию IV корпуса США. С наступлением зимы 5-я армия США вступила в период постоянной зимней кампании, патрулируя с фиксированных оборонительных позиций до февраля 1945 года.

### Северо-Итальянская операция
18 февраля 1945 года 24-я гвардейская бригада была передана из состава 6-й южноафриканской бронетанковой дивизии в состав британской 56-й пехотной дивизии, находившейся в составе британской 8-й армии. Это положило конец прочным отношениям, особенно между бронетанковым Преторийским полком и тремя гвардейскими батальонами. Дивизия была заменена боевым командованием «A» 1-й бронетанковой дивизии США (которое перешло к 12-й моторизованной бригаде) и боевым командованием США «В» (сменившим 11-ю бронетанковую бригаду) и была выведена в Лукку.

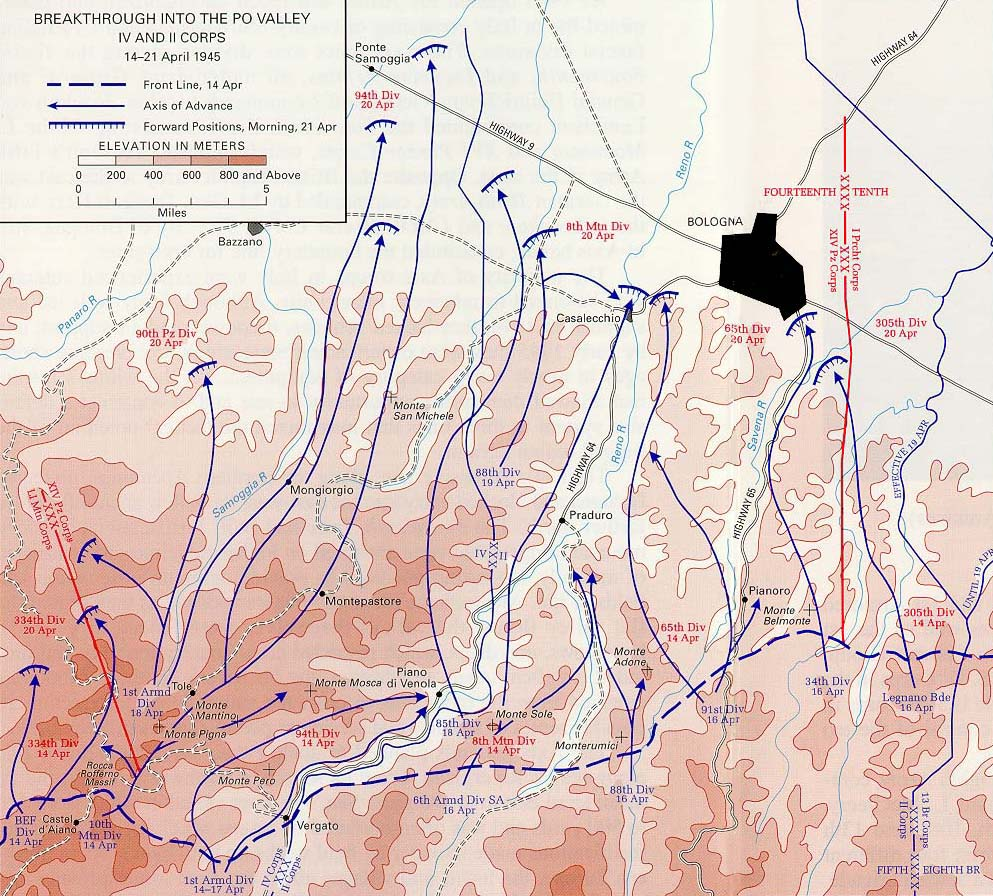
Передвижение IV корпуса в долину реки По: апрель 1945 г.

Окончательный план итальянского наступления (под кодовым названием «Картечь») был основан на использовании трёх фазовых линий: «Зеленой», «Коричневой» и «Черной». 5-я армия США, теперь под командованием Люциана К. Траскотта, действовавший слева и координировавшийся с британской 8-й армией, которой теперь командовал Ричард Л. Маккрири, справа, должен был начать «зелёную» фазу с первичных атак 1-й бронетанковой и 10-й горнопехотной дивизий США. На «Коричневой» фазе Южноафриканская дивизия должна была штурмовать две вершины Монте-Соле и Монте-Капрара, наступая в центре боевых порядков II корпуса США (и, следовательно, 5-й армии). Если всё пойдёт хорошо, «чёрная» фаза будет свидетельствовать о начале попытки прорыва бронетанковых дивизий в долину реки По. 1-я бронетанковая дивизия США должна была двигаться на запад, а Южноафриканская дивизия должна была двигаться на северо-запад от Болоньи, чтобы соединиться с 8-й армией. Разведка показала, что вершины, которые должны были атаковать южноафриканцы, защищала немецкая 8-я горнопехотная дивизия.
Операции, связанные с «зелёной» фазой линии, в основном шли по плану, а 15 апреля была начата фаза «Коричневая». В ту ночь Южноафриканская дивизия была первой из дивизий II корпуса, которая для обеспечения своих целей взяла гору Соле в серии хорошо скоординированных ночных атак при содействии самой мощной тактической бомбардировочной поддержки, которую они получили на сегодняшний день в кампании. Это был также первый бой, в котором участвовала новая 13-я южноафриканская моторизованная бригада (13-я моторизованная бригада), которая была направлена из Южной Африки на замену 24-й гвардейской бригады. Сражение было ожесточенным для всех задействованных войск дивизии, и в последующей успешной эксплуатации Монте-Капрары были понесены тяжёлые потери. 21 апреля 11-я бронетанковая бригада, которую поддерживал 349-й инженерный полк США, сошлась в центре города Сан-Маттео-делла-Дечима. Вскоре вспыхнули ожесточённые бои между домами, которые продолжались до наступления темноты и привели к тому, что несколько танков были уничтожены огнём немецких реактивных гранат «Панцерфауст». Пул направил все доступные южноафриканские войска на уничтожение немецких снайперов и противотанковых позиций, и к 22 апреля всякое сопротивление прекратилось.
Эти победы дали возможность 11-й бронетанковой бригаде прорваться к Болонье в рамках «Черной фазы», и 23 апреля южноафриканцы соединились с британской 6-й бронетанковой дивизией и в процессе перерезали пути отступления немецких 14-го танкового и 1-го парашютного корпусов между ними. Кроме того, в своем продвижении к соединению Южноафриканская дивизия уничтожила немецкую 65-ю пехотную дивизию. После продвижения через долину реки По, 29 апреля дивизия была собрана к юго-западу от Тревизо, и ей было приказано продвинуться далеко на запад, чтобы поставить гарнизон в городе Милан.
Генерал Марк Кларк, командующий 15-й группой армий, прокомментировал достижения дивизии во время Весеннего наступления, заявив:

Это было боевое снаряжение, смелое и агрессивное по отношению к врагу, готовое выполнять любую необходимую работу. Фактически, после периода ожесточенных дневных и ночных боёв 6-я в экстренном порядке перешёл в наступление в качестве пехотинцев. Когда снег застопорил их броню, они закопали свои танки и использовали их в качестве артиллерии, чтобы восполнить нашу нехватку тяжёлых орудий. Всякий раз, когда я видел их, я был впечатлён большим количеством наград и почестей, которые они заработали нелёгким путем. Их атаки на хорошо организованные немецкие позиции были совершены с большим мастерством и без оглядки на потери. Несмотря на их сравнительно небольшую численность, они никогда не жаловались на потери. Как и Смэтс, который ясно дал понять, что Южно-Африканский Союз намерен внести свой вклад в войну — и он, безусловно, внес свой вклад.— General Mark W. Clark, Calculated Risk. p. 391

## Конец войны

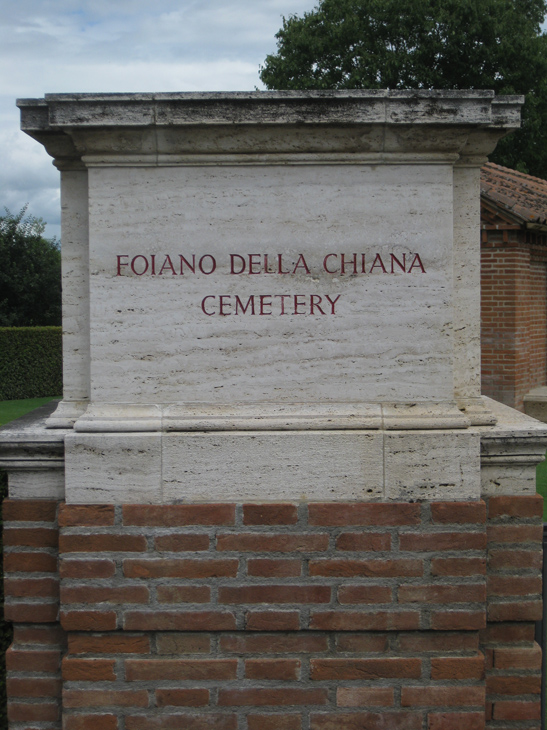
Вход на кладбище Фояно-делла-Кьяна, где похоронены 66 южноафриканцев, погибших в боях за Кьяну в июне/июле 1944 года.

### Капитуляция Оси
Рано утром 2 мая командующий немецкими войсками фельдмаршал Альберт Кессельринг согласился с условиями капитуляции фельдмаршала Александера и передал приказ прекратить огонь. Южноафриканская дивизия находилась к северо-востоку от Милана к 3 мая, когда генерал Фридолин фон Зенгер унд Эттерлин передал генералу Кларку во Флоренции капитуляцию немецких войск в Италии. За этим последовало объявление Уинстона Черчилля об окончании войны в Европе 8 мая 1945 года. 14 июля 1945 года дивизия провела крупный парад победы на автодроме Монца, в котором приняли участие генералы Кларк (15-я группа армий) и Траскотт (5-я армия), а также командиры многочисленных соединений в регионе. Во время этого парада военнослужащим дивизии были вручены многочисленные награды США, в том числе звание командора ордена Почётного легиона, присвоенное генералу Пулу.
Затем южноафриканские бригады были развёрнуты на швейцарской и французской границах для выполнения пограничных обязанностей: 11 бронетанковая бригада вдоль швейцарской границы, 13 моторизованная бригада вокруг Турина и 12 моторизованная бригада в долине Аоста, прилегающей к франко-итальянской границе, которая была проведена на возвышенности, разделяющей две страны. 16 июля итальянские боевые группы «Кремона» и «Мантуя» были переданы под командование дивизии для оказания помощи в выполнении этих обязанностей, что позволило вывести некоторые батальоны для репатриации в Южную Африку. Две моторизованные бригады были объединены и оставались ответственными за охрану в провинции Империя до 18 августа, в то время как 11 бронетанковая бригада была объединена с дивизионной артиллерией.

### Потери
Генерал Пул привел статистику кампании по потерям дивизии следующим образом: убито: 711; ранено: 2675; пропало без вести: 157; всего: 3543.

6-я южноафриканская бронетанковая дивизия в Италии
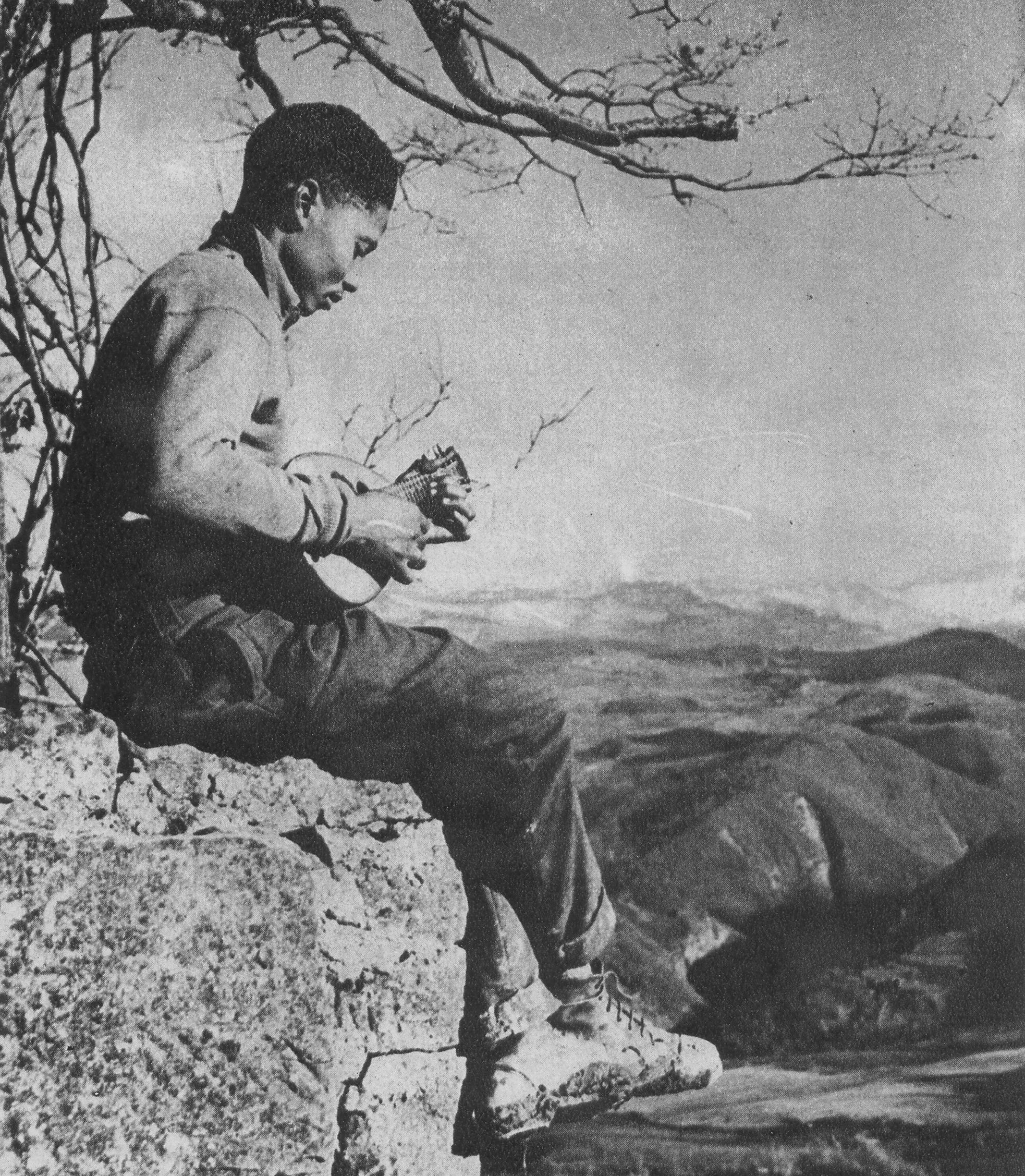
Водитель южноафриканского Капского корпуса недалеко от Болоньи. 1944 год.
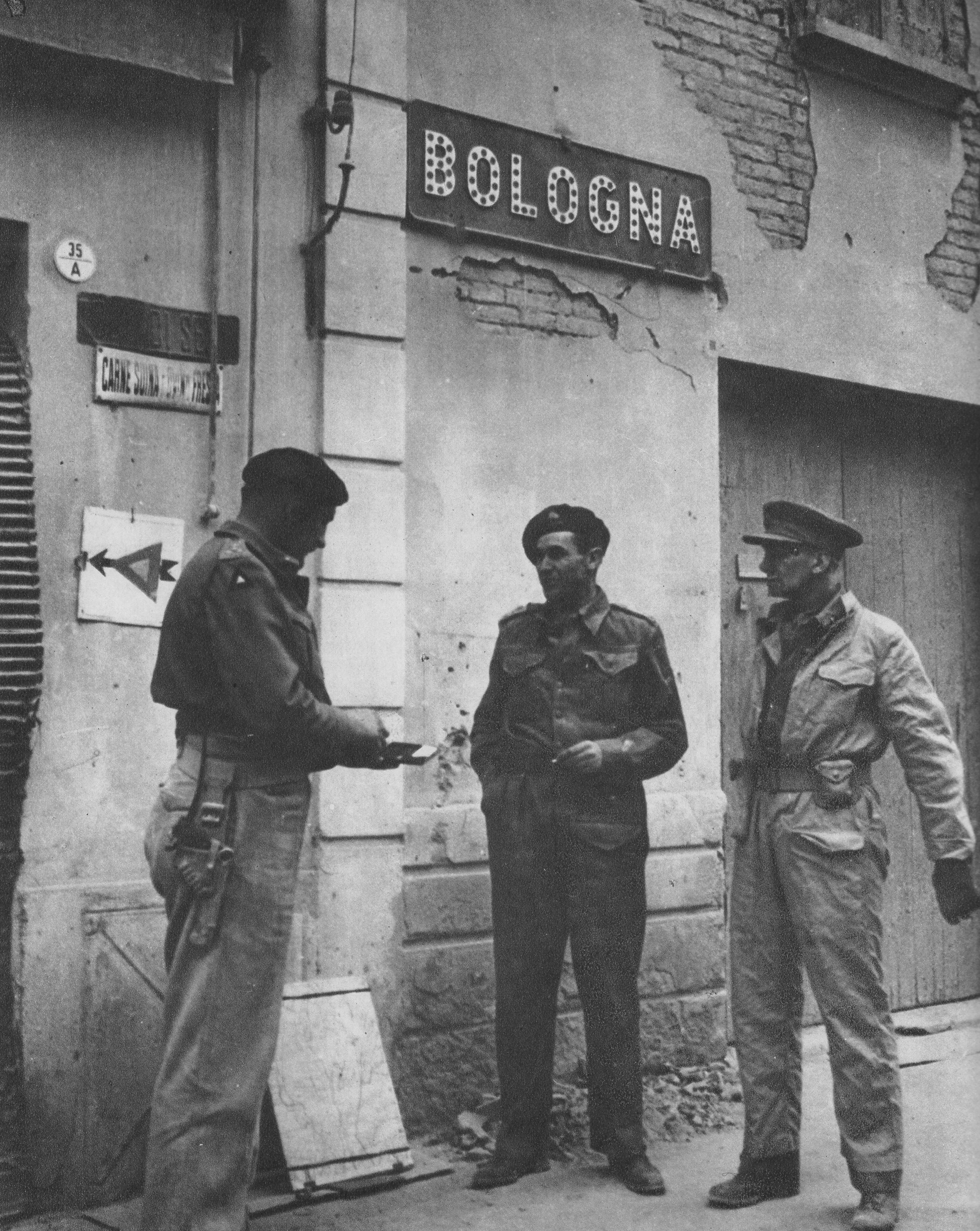
Командный состав 6-й бронетанковой дивизии ЮАС в Болонье. Слева направо: генерал-майор Пул, бригадир Фюрстенбург, генерал-майор Терон.
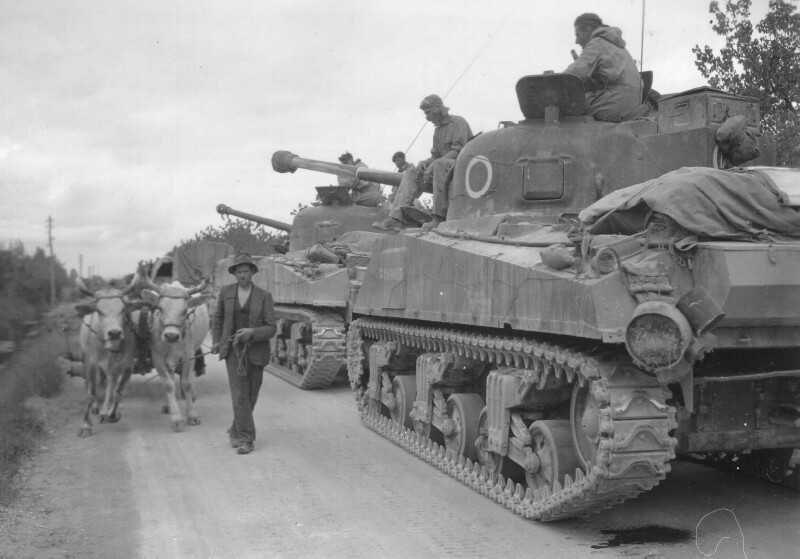
Танки «Шерман Файрфлай» Преторийского полка в Италии в 1944 году
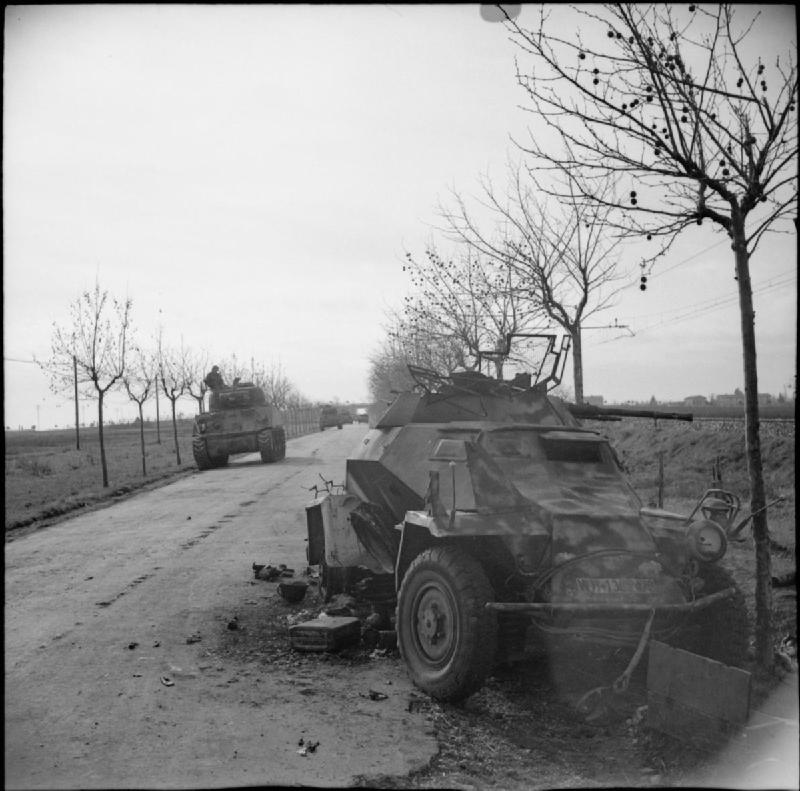
«Шерманы» проезжают мимо подбитого немецкого броневика Sd.Kfz. 222, 25 января 1944 года.
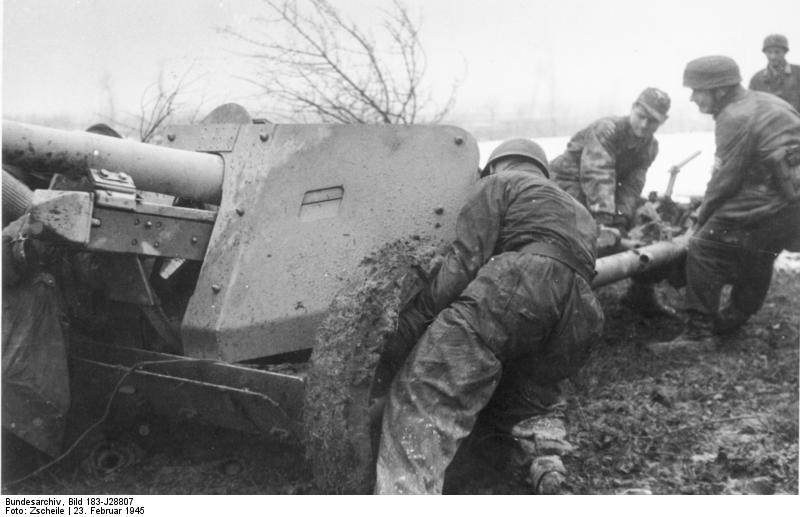
Немецкие десантники выдвигают противотанковую пушку Pak 40 на позицию: 23 февраля 1945 года.

## Организация

### Вышестоящие формирования

Состав 6-й бронетанковой дивизии на 21 апреля 1944.

| Формирование и период          |                      |                      |
| Штаб британских войск в Египте | 1 мая 1943 года      | 31 декабря 1943 года |
| III британский корпус          | 1 января 1944 года   | 14 марта 1944 года   |
| Египетские силы                | 14 марта 1944 года   | 14 апреля 1944 года  |
| Резерв 8-й британской армии    | 21 апреля 1944 года  | 28 мая 1944 года     |
| I канадский корпус             | 28 мая 1944 года     | 6 июня 1944 года     |
| XIII британский корпус         | 6 июня 1944 года     |                      |
| Резерв 8-й британской армии    | 6 августа 1944 года  | 20 августа 1944 года |
| IV американский корпус         | 22 августа 1944 года | 7 октября 1944 года  |
| 5-я американская армия         | 7 октября 1944 года  | 31 октября 1944 года |
| IV американский корпус         | 31 октября 1944 года | 15 января 1945 года  |
| II американский корпус         | 15 января 1945 года  | 30 апреля 1945 года  |
| 5-я американская армия         | 30 апреля 1945 года  | 31 мая 1945 года     |
| Союзные силы обороны           | 1 июня 1945 года     | 1946                 |

### Состав
Состав дивизии во время нахождения в Италии. И прекращение боевых действий.
| 6-я бронетанковая дивизия                                     | | |
| Дата                                                          | 21 апреля 1944 (прибытие в Италию) | 2 мая 1945 (прекращение боевых действий)                                                                                        |
| Вышестоящее формирование                                      | Британский XIII корпус | Американский IV корпус |
| Командир                                                      | Генерал-майор У. Г. Э. Пул (W.H.E. Poole) | Генерал-майор У. Г. Э. Пул (W.H.E. Poole)                                                                                       |
| Подразделения дивизионного подчинения                         | Королевский дурбанский лёгкий пехотный полк Южноафриканского пехотного корпуса                                                                | Батальон поддержки DSR |
| Войсковая разведка                                            | Натальский коннострелковый полк Южноафриканского бронетанкового корпуса                                                                       | |
| Дивизионная артиллерия                                        | Командир полковник Дж. Н. Бирман | Командир бригадир Дж. Н. Бирман                                                                                                 |
| Дивизионная артиллерия                                        | 1-й/6-й полевой полк Капской полевой артиллерии (1st/6th Field Regiment, Cape Field Artillery)                                                | |
| Дивизионная артиллерия                                        | 4-й/22-й полевой полк Южноафриканского артиллерийского корпуса (4/22 Field Regiment, South African Artillery Corps)                           | |
| Дивизионная артиллерия                                        | 166-й ньюфаундлендский полевой полк Королевской артиллерии (166th (Newfoundland) Field Regiment, Royal Artillery)                             | |
| Дивизионная артиллерия                                        | 7-й/23-й средний полк Южноафриканского артиллерийского корпуса (7th/23rd Medium Regiment, South African Artillery Corps)                      | |
| Дивизионная артиллерия                                        | 1-й/11-й противотанковый полк Южноафриканского артиллерийского корпуса (1st/11th Anti-Tank Regiment, South African Artillery Corps)           | |
| Дивизионная артиллерия                                        | 1-й/12-й лёгкий зенитный полк Южноафриканского артиллерийского корпуса (1st/12th Light Anti-Aircraft Regiment, South African Artillery Corps) | |
| Инженерные войска                                             | 17-й полевой парковый эскадрон Южноафриканского инженерного корпуса (17th Field Park Squadron, South African Engineering Corps)               | 17-й полевой парковый эскадрон Южноафриканского инженерного корпуса (17th Field Park Squadron, South African Engineering Corps) |
| Инженерные войска                                             | 12-й полевой эскадрон Южноафриканского инженерного корпуса (12th Field Squadron, South African Engineering Corps)                             | |
| Инженерные войска                                             | 7-й полевой эскадрон Южноафриканского инженерного корпуса (8th Field Squadron, South African Engineering Corps)                               | |
| Инженерные войска                                             | 622-й полевой батальон Королевских инженеров (622nd Field Squadron, Royal Engineers)                                                          | |
| Войска связи                                                  | Эскадрон связи Южноафриканского корпуса связи (6 SA Div Signal Squadron, South African Corps of Signals)                                      | Эскадрон связи Южноафриканского корпуса связи (6 SA Div Signal Squadron, South African Corps of Signals)                        |
| Войска связи                                                  | Артиллерийский эскадрон связи Южноафриканского артиллерийского корпуса (6 SA Div Artillery Signal Squadron, South African Artillery Corps)    | |
| Войска связи                                                  | Эскадрон связи 14-й моторизованной бригады Южноафриканского корпуса связи (14th Mot Bde Signals Squadron, South African Corps of Signals)     | |
| Медики                                                        | 19-я полевая скорая помощь Южноафриканского медицинского корпуса (19th Field Ambulance, South African Medical Corps)                          | 19-я полевая скорая помощь Южноафриканского медицинского корпуса (19th Field Ambulance, South African Medical Corps)            |
| Медики                                                        | 20-я полевая скорая помощь Южноафриканского медицинского корпуса (20th Field Ambulance, South African Medical Corps)                          | |
| 11-я бронетанковая бригада (11th Armoured Brigade)            | | |
| Дата                                                          | 21 апреля 1944 (прибытие в Италию) | 2 мая 1945 (прекращение боевых действий)                                                                                        |
| Командир                                                      | Бригадир Дж. П. А. Фюрстенбург (Brig. J.P.A. Furstenburg)                                                                                     | Бригадир Дж. П. А. Фюрстенбург (Brig. J.P.A. Furstenburg)                                                                       |
| Бронетанковые войска                                          | Преторийский полк (собственный принцессы Алисы) (The Pretoria Regiment (Princess Alice’s Own) (PR))                                           | Преторийский полк (собственный принцессы Алисы) (The Pretoria Regiment (Princess Alice’s Own) (PR))                             |
| Бронетанковые войска                                          | Гвардейский полк принца Альфреда (Prince Alfred’s Guard (PAG))                                                                                | |
| Бронетанковые войска                                          | Батальон специальной службы (Special Service Battalion (SSB))                                                                                 | |
| Моторизованная пехота                                         | Имперский лёгкий конный полк / Кимберлийский полк (Imperial Light Horse / Kimberley Regiment (ILH/KimR))                                      | 4-й/13-й пограничный стрелковый полк (4th/13th Frontier Force Rifles)                                                           |
| 12-я моторизованная бригада (12th Motorised Infantry Brigade) | | |
| Дата                                                          | 21 апреля 1944 (прибытие в Италию) | 2 мая 1945 (прекращение боевых действий)                                                                                        |
| Командир                                                      | Бригадир Р. Дж. Палмер (Brig. R.J. Palmer) | Бригадир Р. Дж. Палмер (Brig. R.J. Palmer)                                                                                      |
| Подразделения бригады                                         | | Полк Боты/Полк президента Стейна (Regiment Botha/Regiment President Steyn (RB/RPS))                                             |
| Моторизованная пехота                                         | Первогородский полк/Кейптаунский хайлендский полк (First City/Cape Town Highlanders (FC/CTH))                                                 | Первогородский полк/Кейптаунский хайлендский полк (First City/Cape Town Highlanders (FC/CTH))                                   |
| Моторизованная пехота                                         | Королевский натальский карабинерский полк (Royal Natal Carbineers (RNC))                                                                      | |
| Моторизованная пехота                                         | Витвотерсрандский стрелковый полк/Полк де ла Рея (Witwatersrand Rifles Regiment/Regiment de la Rey (WR/DLR))                                  | |
| 13-я моторизованная бригада (13th Motorised Infantry Brigade) | | |
| Дата                                                          | 21 апреля 1944 (прибытие в Италию) | 2 мая 1945 (прекращение боевых действий)                                                                                        |
| Командир                                                      | Присоединён в апреле 1945. | Бригадир Дж. П. Бэстер (Brig. J.P. Bester)                                                                                      |
| Моторизованная пехота                                         | Присоединён в апреле 1945. | Имперский лёгкий конный полк / Кимберлийский полк (Imperial Light Horse / Kimberley Regiment (ILH/KimR))                        |
| Моторизованная пехота                                         | Присоединён в апреле 1945. | Натальский коннострелковый полк / Южноафриканский полк ВВС (Natal Mounted Rifles / South African Air Force Regiment)            |
| Моторизованная пехота                                         | Присоединён в апреле 1945. | Королевский дурбанский лёгкий пехотный полк (Royal Durban Light Infantry (RDLI))                                                |
| Артиллерия                                                    | Присоединён в апреле 1945. | 15-й полевой полк Южноафриканского артиллерийского корпуса (15th Field Regiment, South African Artillery Corps)                 |
| Инженерные войска                                             | Присоединён в апреле 1945. | 5-я рота Южноафриканского инженерного корпуса (5th Field Company, South African Engineering Corps)                              |
| Медики                                                        | Присоединён в апреле 1945. | 19-я полевая скорая помощь Южноафриканского медицинского корпуса (19th Field Ambulance, South African Medical Corps)            |
| Войска связи                                                  | Присоединён в апреле 1945. | Подразделения связи 18-й мбр (18th Motorised Brigade Signals)                                                                   |
| 24-я гвардейская бригада (24th Guards Brigade)                | | |
| Дата                                                          | (Бригада присоединена к дивизии) 20 мая 1944                                                                                                  | 2 мая 1945 (прекращение боевых действий)                                                                                        |
| Командир                                                      | Бригадир М. Д. Эрскин (Brig. M.D. Erskine) | Больше не входит в состав дивизии. Выведен 18 февраля 1945 года и приписан к 56-й (лондонской) пехотной дивизии                 |
| Моторизованная пехота                                         | 1-й батальон Шотландского гвардейского полка (1st Battalion, The Scots Guards)                                                                | Больше не входит в состав дивизии. Выведен 18 февраля 1945 года и приписан к 56-й (лондонской) пехотной дивизии                 |
| Моторизованная пехота                                         | 3-й батальон Колдстримского гвардейского полка (3rd Battalion, The Coldstream Guards)                                                         | Больше не входит в состав дивизии. Выведен 18 февраля 1945 года и приписан к 56-й (лондонской) пехотной дивизии                 |
| Моторизованная пехота                                         | 5-й батальон Гренадерского гвардейского полка (5th Battalion, Grenadier Guards)                                                               | Больше не входит в состав дивизии. Выведен 18 февраля 1945 года и приписан к 56-й (лондонской) пехотной дивизии                 |
| Инженерные войска                                             | 42-я рота Королевских инженеров (42nd Field Company, Royal Engineers)                                                                         | Больше не входит в состав дивизии. Выведен 18 февраля 1945 года и приписан к 56-й (лондонской) пехотной дивизии                 |
| Инженерные войска                                             | 24-я отдельная мастерская группа (24th Independent Brigade Group (Guards) Workshop)                                                           | Больше не входит в состав дивизии. Выведен 18 февраля 1945 года и приписан к 56-й (лондонской) пехотной дивизии                 |
| Медики                                                        | 137-я полевая скорая помощь Королевского армейского медицинского корпуса (137th Field Ambulance, Royal Army Medical Corps)                    | Больше не входит в состав дивизии. Выведен 18 февраля 1945 года и приписан к 56-й (лондонской) пехотной дивизии                 |
| Войска связи                                                  | 550-я рота Королевского корпуса связи (550th Company, Royal Corps of Signals)                                                                 | Больше не входит в состав дивизии. Выведен 18 февраля 1945 года и приписан к 56-й (лондонской) пехотной дивизии                 |